# John Giorno

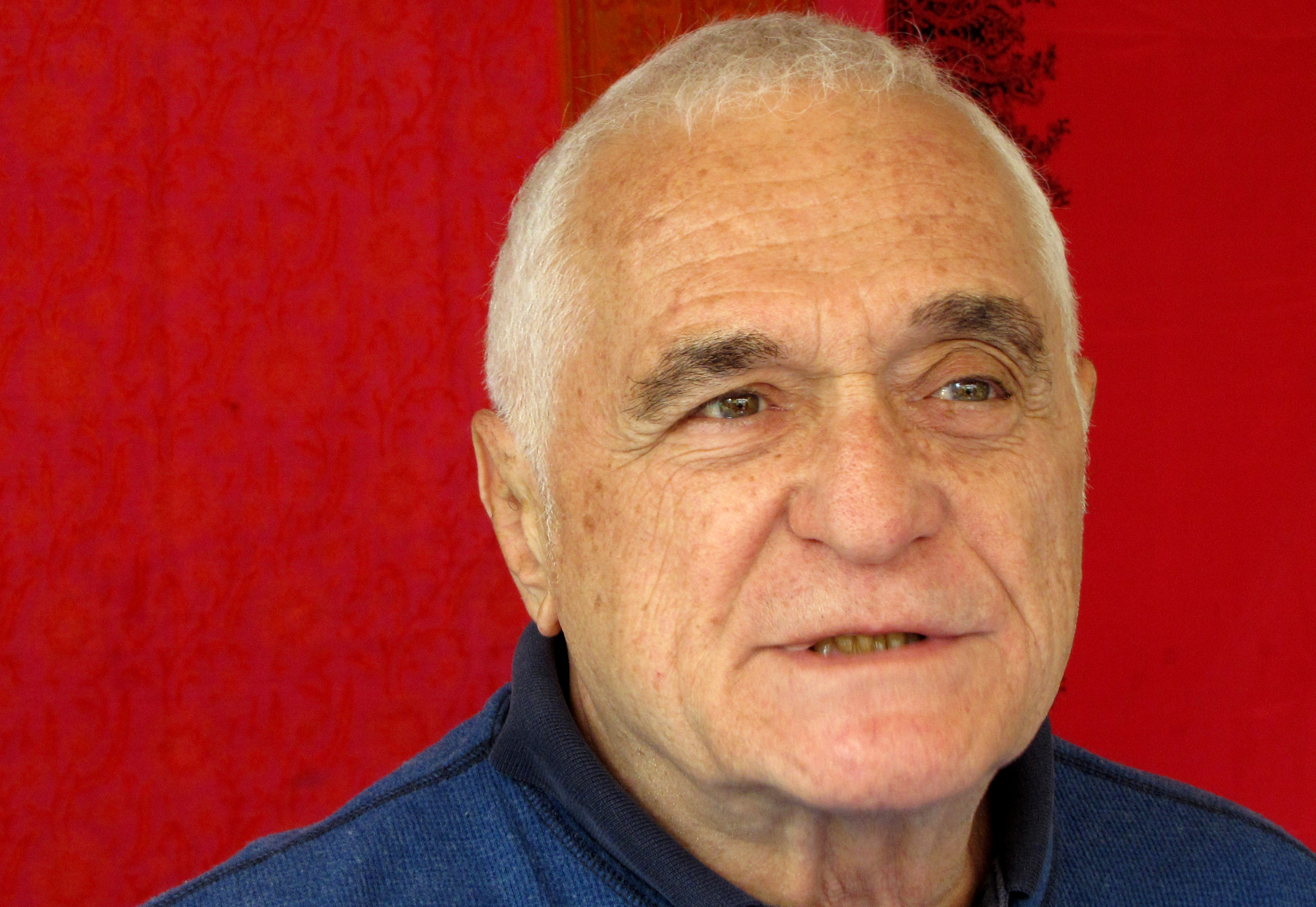
John Giorno, em conferência de imprensa de Annikki Festival de Poesia em Tampere, Finlândia, em 11 de junho 2010.

John Giorno (New York, 4 de dezembro de 1936 – New York, 11 de outubro de 2019) foi um poeta e artista performático norte-americano.
Ele fundou a empresa Giorno Poetry Systems e organizou uma série de experiências multimídia, poesia e eventos, incluindo Dial-A-Poem. Também participou do filme de Andy Warhol, Sleep (1963) e foi um ativista na luta contra a AIDS. 
Praticava o Nyingma do budismo tibetano.